# Йод
Йодът е химичен елемент със символ I и атомен номер 53. Най-тежкият от стабилните халогени, той е блестящо, сиво-черно, твърдо вещество с метален блясък. Йодът сублимира, образувайки виолетов газ. Елементарната форма на йода е открита от френския химик Бернар Куртоа през 1811 г. Две години по-късно, Луи Жозеф Гей-Люсак дава името на новия елемент – йод (от гръцки: ἰώδης – „виолетов“).
Йодът е най-малко разпространеният от стабилните халогени. Той е по-рядко срещан от т.нар. „редкоземни елементи“. Йодът е най-тежкият от макроелементите и е от съществено значение за хормоните, произвеждани от щитовидната жлеза. Дефицитът на йод засяга около два милиарда души и е водещата причина за интелектуалната недостатъчност (кретенизъм).
Главните производители на йод в днешно време са Чили и Япония. Йодът и неговите съединения се използват предимно в медицината и хранителната промишленост. Благодарение на лекотата на прикрепването му към органичните съединения, той намира приложение като нетоксичен препарат за рентгеноконтраст. Йодът се използва и като катализатор в индустриалното производство на оцетна киселина и някои полимери.

## История
През 1811 г. йодът е открит от френския химик Бернар Куртоа. По времето на Наполеоновите войни във Франция е търсено голямо количество калиева селитра. Производството на селитрата изисква натриев карбонат, който може да бъде изолиран от морски водорасли, събрани по бреговете на Нормандия и Бретан. За да се отдели натриевият карбонат, водораслите се изгарят и пепелта се промива с вода. Останалите отпадъчни продукти се пречистват чрез добавяне на сярна киселина. Куртоа е добавил излишък на сярна киселина, при което се издигнал облак от виолетови пари. Куртоа забелязва, че изпаренията кондензират на студени повърхности, образувайки тъмни кристали, и предполага, че това вещество е нов елемент, но поради липсата на финансиране не прави повече опити.
Куртоа дава част от пробата на колегите си Шарл Дезорм и Никола Клеман, за да продължат изследванията. Друга част от веществото дава на химика Луи Жозеф Гей-Люсак, както и на физика Андре-Мари Ампер. На 29 ноември 1813 г. Дезорм и Клеман съобщават за откритието на Куртоа. Те описват веществото на среща на Имперския институт на Франция. На 6 декември 1813 г. Гей-Люсак съобщава, че откритото вещество е нов елемент или негово съединение с кислорода. Именно Гей-Люсак предлага името „йод“ поради виолетовия цвят на веществото. Ампер дава част от пробата си на английския химик Хъмфри Дейви, който експериментира и отбелязва сходството на новия елемент с хлора. На 10 декември Дейви изпраща писмо до Британското кралско научно дружество в Лондон, като заявява, че е идентифицирал новия елемент. По-късно Дейви и Гей-Люсак, които изолират йода в чисто състояние, отбелязват, че Куртоа е първооткривателят на елемента.

## Характеристики

### Свойства
Йодът е четвъртият халоген в периодичната система, след флуора, хлора и брома. Той е най-тежкият стабилен представител на 17 група (петият халоген, радиоактивният астат, не е добре проучен поради краткия си период на полуразпад и твърде малката наличност, но при астата се наблюдават някои необичайни свойства поради релативистичния ефект). Подобно на останалите халогени, йодът има един електрон по-малко от стабилната октетна конфигурация, следователно е силен окислител реагиращ с много елементи, за да запълни най-външния си електронен слой. Йодът е най-слабият окислител сред халогените, тъй като е с най-ниска електроотрицателност. Елементарният йод образува двуатомни молекули (I2), като двата йодни атома споделят една обща електронна двойка, за да постигнат стабилен октет. При високи температури тези двуатомни молекули обратимо се дисоциират до йодни атоми. Поради това анионът I- е най-силният редуктор сред всички халогени, като най-лесно се окислява обратно до I2 (Астатът, вероятно, продължава тази тенденция – той е нестабилен като At– и лесно се окислява до At0 или At+. Съществуването на At2 е оспорвано).
Халогените потъмняват в цвета, когато атомният им номер нараства – флуорът е бледожълт газ, хлорът е зеленикавожълт газ, а бромът е червеникавокафява летлива течност. Йодът продължава тази тенденция – той е блестящо, черно кристално твърдо вещество, което се топи при 114 °C и кипи при 183 °C, водейки до образуването на виолетови пари. Цветът се дължи на вълните на видимата светлина, абсорбирани от халогените (астатът може да е изключение, в зависимост от това дали е с метален или неметален характер). Виолетовият цвят на йода се дължи на прехода на електрони между най-високата заета антисвързваща π-орбитала и най-ниската свободна антисвързваща σ-орбитала.
Йодът е слабо разтворим във вода – един грам йод се разтваря в 3450 ml при 20 °C, а при 50 °C в 1280 ml. Калиев йодид може да бъде добавен за увеличаване на разтворимостта чрез образуване на трийодидни йони. Неполярни разтворители като хексан и тетрахлорметан осигуряват по-висока разтворимост. Полярните разтворители се оцветяват в кафяво, а неполярните разтвори са виолетови като цвета на йодните пари. Йодът е виолетов, когато е разтворен в тетрахлорметан и наситени въглеводороди, а в алкохоли и амини той е с наситен кафяв цвят.
Температурите на топене и кипене на йода са най-високите сред стабилните халогенни елементи, съответстващи на нарастващата тенденция в групата. Йодът е най-летлив от халогените. Сред халогените йодът има най-голям атомен радиус, най-ниска йонизационна енергия, най-ниско електронно сродство, най-ниска електроотрицателност и най-слаба реактивоспособност.
Връзката в молекулата на йода (I2) е най-слабата от всички халогени. Поради това 1 % от газообразния йод при атмосферно налягане се дисоциира на йодни атоми при 575 °C. Температура, по-висока от 750 °C, е необходима за флуора, хлора и брома, за да се дисоциират в подобна степен. Повечето връзки на йода са по-слаби от аналогичните връзки с по-леките халогени. Газообразният йод се състои от I2 с дължина на връзка (I–I) – 266,6 pm. Връзката I–I е една от най-дългите единични връзки, които са известни. Тя е още по-дълга (271,5 pm), когато йодът е в твърдата фаза (ксенонът, който е съсед на йода, е с най-дългата връзка (Xe–Xe) – 308,71 pm). Твърдият йод притежава ромбична кристална структура, същата като на хлора и брома. Йодът е полупроводник със забранена зона от 1,3 eV (125 kJ/mol) – той е проводник при успоредна посока на кристалните му слоеве и изолатор в перпендикулярната им посока.

### Изотопи
От тридесет и седемте известни изотопа на йода само един се среща в природата – йод-127 (127I). Другите са радиоактивни и имат кратък период на полуразпад, затова се получават по синтетичен път. Тъй като йодът е само с един стабилен изотоп, атомното му тегло е известно с голяма точност.
Най-дълъг период на полуразпад от радиоактивните изотопи на йода има йод-129 (129I), който е с период на полуразпад от 15,7 милиона години, разпадащ се чрез β-разпад до стабилния ксенон-129 (129Xe). Изотопът йод-129 се е образувал заедно с йод-127 преди формирането на Слънчевата система, но първият се е разпаднал напълно до този момент, което го прави изчезнал радиоизотоп. Йод-129 се използва при изследването на историята на ранната Слънчева система и при проучването на стари подземни води, поради неговата подвижност в околната среда. Неговото разпространение може да се определи от излишъка на неговия дъщерен изотоп – ксенон-129. Следи от йод-129 все още съществуват днес, тъй като те са продукт на космическите процеси. 129I може да бъде получен и при взривове на ядрени бомби, но не се смята за изключително опасен поради невероятно дългия си период на полуразпад. По време на ядрените тестове през 60-те и 70-те години, йод-129 съставлява около 10-7 от всичкия йод на Земята. Ядрените изомери (мета-състояния) на йод-127 (127mI) и йод-129 (129mI) често се използват в спектроскопията на Мьосбауер.
Останалите йодни радиоизотопи имат много по-кратък период на полуразпад – не повече от няколко дни. Някои от тях намират медицински приложения. Йод-123 има период на полуразпад от тринадесет часа и се разпада, чрез електронен захват до телур-123, придружено от γ-лъчи. Tой се използва в областта на ядрената медицина, включително компютърна томография с единично фотонно излъчване (на английски: Single photon emission computed tomography (SPECT)) и рентгенова томография (на английски: X-ray computed tomography (X-Ray CT)). Йод-125 има период на полуразпад от петдесет и девет дни, разпадайки се чрез електронен захват до телур-125 и излъчвайки нискоенергийни γ-лъчи. Той се използва в биологичните анализи на ядрената медицина и в лъчевата терапия за лечение на редица болести – рак на простатата, увеални меланоми и мозъчни тумори. Йод-131 е с период на полуразпад от осем дни, като се разпада чрез β-разпад до мета-състоянието на ксенон-131 (131mXe), който претърпява изомерен преход до стабилен ксенон-131 (131Xe) с излъчване на γ-лъчи. Йод-131 се акумулира в човека чрез замърсената храна и води до натрупване на неговите нива в щитовидната жлеза, което може да причини увреждане на щитовидната жлеза. Излагането на високи нива на йод-131 е вероятната причина за развитие на рака на щитовидната жлеза. Другите възможни рискове са появата на доброкачествени тумори и базедова болест.
Обичайните средства, за защита срещу отрицателните ефекти на йод-131 са чрез насищане на щитовидната жлеза със стабилен йод-127, под формата на таблетки калиев йодид, вземани ежедневно за оптимална профилактика. Йод-131 може да се използва и за медицински цели – лъчетерапия и радиофармацевтика.

## Съединения
| X  | XX  | HX  | BX3 | AlX3 | CX4 |
| -- | --- | --- | --- | ---- | --- |
| F  | 159 | 574 | 645 | 582  | 456 |
| Cl | 243 | 428 | 444 | 427  | 327 |
| Br | 193 | 363 | 368 | 360  | 272 |
| I  | 151 | 294 | 272 | 285  | 239 |

Въпреки че е най-слабо реактивоспособен от всички халогени, йодът е относително реактивоспособен елемент. Хлорът може да хлорира въглероден оксид, азотен оксид и серен диоксид до фосген, нитрозилхлорид и сулфурилхлорид съответно, но йодът не може да ги йодира. Освен това взаимодействието на йода с металите води до по-ниски степени на окисление за разлика от хлорирането и бромирането. Например реният реагира с хлор, образувайки рениев хексахлорид (ReCl6), с бром – рениев пентабромид (ReBr5), а с йод – рениев тетрайодид (ReI4). Тъй като йодът има най-ниската йонизационна енергия сред халогените, той най-лесно се окислява. Висшите му степени на окисление са доста по-стабилни от тези на брома и хлора.

### Йодоводород
Най-простото съединение на йода е йодоводородът (HI). Той е безцветен газ, който реагира с кислород и води до получаване на вода и йод. Използва се, най-вече при реакциите на йодиране и няма големи промишлени приложения.
Получава се, чрез реакция на йод със сероводород или хидразин:
{\displaystyle \mathrm {I_{2}+N_{2}H_{4}\ \xrightarrow {H_{2}O} \ 4HI+N_{2}} }
Йодоводородът се топи при -51 °C и кипи при -35,1 °C. Той е ендотермично съединение, което може да се дисоциира при стайна температура, въпреки че процесът е много бавен, освен ако не е налице катализатор. Реакцията между водород и йод, при нормални условия, никога не свършва. Енергията на дисоциация на връзката H–I е най-ниската от халогеноводородите – 295 kJ/mol.
Водният разтвор на йодоводорода се нарича йодоводородна киселина, която е силна киселина. Йодоводородът е изключително разтворим във вода – един литър вода разтваря 425 литра йодоводород, като в наситен разтвор четири молекули вода се падат на една молекула йодоводород. Концентрираната йодоводородна киселина, обикновено, съдържа 48 – 57 % HI – разтворът образува азеотроп с точка на кипене 126,7 °C при 56,7 g HI на 100 g вода. Следователно, йодоводородната киселина не може да бъде концентрирана повече от 57 % чрез изпаряване на водата.
За разлика от флуороводорода, с безводния течен йодоводород е трудно да се работи като разтворител, тъй като неговата точка на кипене е ниска и е с малък диапазон до точката на топене. Диелектрична константа е ниска и не се дисоциира значително в Н2I+ и HI–
2 йони – последният е много по-стабилен от бифлуоридния йон (HF–
2), което се дължи на много слабите водородни връзки между водород и йод, въпреки че неговите соли с големи и слабо поляризиращи катиони, като Cs+ и NR+
4 (R = Me, Et, Bu и т.н.), е възможно да бъдат изолирани. Безводният йодоводород е слаб разтворител, способен да разтваря само нискомолекулни съединения като нитрозилхлорид и фенол, или соли с ниска енергия като тетраалкиламониеви халиди.

### Йодиди
Почти всички елементи в периодичната система образуват йодиди. Изключенията са:
1. Голяма инертност и трудност при встъпване в химични реакции – благородни газове, молекулен азот (N2);
2. Ядрена нестабилност, която възпрепятства химично взаимодействие, поради разпад или трансмутация – повечето елементи след бисмута;
3. Елементите с по-голяма електроотрицателност (кислород и първите три халогена) – получените съединения са оксиди или халогениди на йода.[34]

Предвид големия размер на йодидния йон и слабата окислителна сила на йода, високите степени на окисление са трудни за достигане в повечето йодиди – изключение са пентайодидите на ниобий, тантал и протактиний. Йодидите могат да се получат чрез реакция на елемент или на неговия оксид, хидроксид, или карбонат с йодоводородна киселина и след това се дехидратират при високи температури, комбинирани с ниско налягане. Този метод е най-добър, когато йодидният продукт е стабилен спрямо хидролиза. В противен случай, се извършва високотемпературно йодиране на елемента с йод или йодоводород, високотемпературно йодиране на метален оксид, с летлив метален халогенид, с въглероден тетрайодид, или органичен йодид. Например, молибденовият(IV) оксид реагира с алуминиев(III) йодид при 230 °C, за да се получи молибденов(II) йодид. Пример за халогенен обмен е даден по-долу, включващ взаимодействие на танталов(V) хлорид с излишък от алуминиев(III) йодид при 400 °C, до получаване танталов(V) йодид:
{\displaystyle {\ce {3TaCl5 + 5AlI3 -> 3TaI5 + 5AlCl3}}}
Други йодиди могат да се получат или чрез термично разлагане и диспропорциониране, или чрез по-нататъшна редукция на йодид с водород или метал:
{\displaystyle \mathrm {TaI_{5}+Ta\ \xrightarrow {630\ {^{\circ }}C\ \longrightarrow \ 575\ {^{\circ }}C} \ Ta_{6}I_{14}} }
Повечето от йодидите преди преходните метали (групи 1, 2 и 3, в окислителното състояние +2 и +3) са йонни, докато неметалите и металите с високи степени на окисление, от +3 и нагоре, имат склонност да образуват ковалентни йодиди. Йонните йодиди MIn са с най-ниските точки на топене и кипене, в сравнение с останалите халогениди MXn на същия елемент, тъй като електростатичните сили на привличане между катиони и аниони са най-слаби при големия йодиден анион. Обратно на това, ковалентните йодиди имат най-високите точки на топене и кипене сред халогенидите на същия елемент, тъй като йодът е най-поляризираният от халогенидите и с най-много електрони. Изключения има при някои от междинните йодиди и йодидите на металоидите. Разтворимостта във вода на йонните йодиди е най-голямата сред йонните халогениди, докато на ковалентните йодиди е най-ниската. Сребърният йодид е практически неразтворим във вода и неговото формиране често се използва като качествен тест за наличие на йод.

### Йодни оксиди и оксокиселини
Йодните оксиди са най-стабилните от халогенните оксиди, поради силните I–O връзки, вследствие на голямата разлика в електроотрицателността между йода и кислорода. Те са най-добре проучените халогенни оксиди. Стабилният, бял, хигроскопичен йоден пентаоксид (I2O5) е известен още от създаването му през 1813 г. от Гей-Люсак и Дейви. Най-лесно се получава чрез дехидратация на йодна киселина (HIO3). Той окислява въглеродния оксид до въглероден диоксид при стайна температура и е полезен реактив при определянето на концентрацията на въглероден оксид. Окислява и азотен оксид, етилен и сероводород. Той реагира със серен триоксид и пероксисулфурилдифлуорид (S2O6F2), водейки до образуване на йодилен йон [IO2]+ и редуцира концентрирана сярна киселина до йодозилни соли – [IO]+. Йодният пентаоксид може да бъде флуориран с флуор, бромен трифлуорид, серен тетрафлуорид, хлорилфлуорид, йоден пентафлуорид, водейки до получаването на йоден(V) оксифлуорид (IOF3). Известни са и други по-малко стабилни оксиди – I4О9 и I2O4. Техните структури не са добре изучени, но се предполага че са следните – IIII(IVО3)3 и [IO]+[IO3]–.
| E° (двойка) | a (H+) = 1 (киселина) | E° (двойка)     | a (OH−) = 1 (основа) |
| ----------- | --------------------- | --------------- | -------------------- |
| I2/I−       | +0,535                | I2/I−           | +0,535               |
| HOI/I−      | +0,987                | IO−/I−          | +0,48                |
|             |                       | IO– 3/I−        | +0,26                |
| HOI/I2      | +1,439                | IO−/I2          | +0,42                |
| IO– 3/I2    | +1,195                |                 |                      |
| IO– 3/HOI   | +1,134                | IO– 3/IO−       | +0,15                |
| IO– 4/IO– 3 | +1,653                |                 |                      |
| H5IO6/IO– 3 | +1,601                | H 3IO2– 6/IO– 3 | +0,65                |

По-важни са четирите оксокиселини – хипойодиста киселина (HIO), йодиста киселина (HIO2), йодна киселина (HIO3) и перйодна киселина (HIO4 или H5IO6).
Когато йодът се разтваря във воден разтвор, възникват следните реакции:
{\displaystyle \mathrm {I_{2}+H_{2}O\ \longrightarrow \ HIO+H^{+}+I^{-}\qquad \qquad K_{a}\ =\ 2\times 10^{-13}\ mol^{2}.l^{-2}} }
{\displaystyle \mathrm {I_{2}+2OH^{-}\ \longrightarrow \ IO^{-}+H_{2}O+I^{-}\qquad \qquad K_{b}\ =\ 30\ mol^{-1}.l} }
Хипойодистата киселина е нестабилна и се диспропорционира до йодидни и йодисти йони:
{\displaystyle \mathrm {3IO^{-}\ \longrightarrow \ 2I^{-}+IO_{3}^{-}\qquad \qquad K\ =\ 10^{20}} }
Йодистата киселина и йодитът са още по-малко стабилни и съществуват само като краткотрайно междинно съединение при окисляването на йодид до йодат. Йодатите са най-важните от тези съединения. Те могат да бъдат получени чрез окисляване на йодиди на алкалните метали с кислород при 600 °C и високо налягане или чрез окисляване на йод с хлорати. За разлика от хлоратите, които много бавно образуват хлорид и перхлорат, йодатите са стабилни на диспропорциониране, както в киселите, така и в алкалните разтвори. От тях могат да се получат соли на повечето метали. Йодната киселина най-лесно се получава при окисляване на водна йодна суспензия чрез електролиза или с димяща азотна киселина. Йодатът има най-слабата окислителна сила от халогенатите, но е най-бързо реагиращият.
Известни са следните перйодати – четиристенният IO–
4, квадратно-пирамидалният IO3–
5, осмостенният IO5–
6, както и някои от по сложните орто- и метаперйодати – [IO3(ОН)3]2–, [I2O8ОН2]4– и I2O4–
9. Обикновено те биват получавани при електрохимично окисление на алкален натриев йодат (с оловен диоксид (PbO2) на анода) или окисление с хлор (Cl2):
{\displaystyle {\ce {IO3^- + 6OH^- -> IO6^5- + 3H2O + 2e^-}}}
{\displaystyle {\ce {IO3^- + 6OH^- + Cl2 -> IO6^5- +2Cl^- + 3H2O}}}
Те са термодинамично стабилни и много силни окислители, като бързо окисляват Mn2+ до MnO–
4 и разкъсват връзки в гликолите, α-дикетоните, α-кетолите, α-аминоалкохолите и α-диамините. Ортоперйодатът стабилизира високите степени на окисление сред металите, поради много високия си отрицателен заряд -5. Ортоперйодната киселина (Н5IO6) е стабилна. Дехидратира при 100 °C във вакуум до перйодна киселина (HIO4). Продължаване на дехидратирането не води до получаване на йоден хептаоксид (I2O7), а вместо това се получават йоден пентаоксид и кислород. Перйодната киселина може да бъде протонирана от сярна киселина, до получаване на I(OH)+
6 катион, изоелектронен на Te(OH)6 и Sb(ОН)+
6, който води до получаване на соли с бисулфат и сулфат.

### Йодни халогениди
Халогените образуват различни диамагнитни междухалогенни съединения със следните стехиометрии – XY, XY3, XY5 и XY7 (където X е по-тежък от Y). Йодът не е изключение. Йодът образува всичките три възможни вида интерхалогени – йоден монофлуорид (IF), йоден монохлорид (ICl), йоден монобромид (IBr), йоден трифлуорид (IF3), йоден трихлорид (ICl3), йоден пентафлуорид (IF5) и по-трудно, но възможно, йоден хептафлуорид (IF7). Многобройни катионни и анионни производни на интерхалогените са познати. Например, винено-червените или ярко оранжеви съединенията с ICl+
2 или тъмнокафявите и черно-морави съединенията с I2Cl+. Освен тях, са известни и някои псевдохалогениди като йодциан (ICN), йоден тиоцианат (ISCN) и йоден азид (IN3).
Йодният монофлуорид (IF) е нестабилен при стайна температура и се диспропорционира лесно и необратимо до йод и йоден пентафлуорид, като това е причината да не може да бъде получен чист. Той може да бъде синтезиран чрез реакцията на йод с флуор в трихлорофлуорометан при -45 °C, с йоден трифлуорид в трихлорофлуорометан при -78 °C или със сребърен флуорид при 0 °C. Йодният монохлорид (ICl) и йодният монобромид (IBr), от друга страна, са сравнително стабилни. Йодният хлорид е летливо, червено-кафяво съединение, открито поотделно от Луи Жозеф Гей-Люсак и Хъмфри Дейви през 1813 – 1814 г. Той наподобява брома в много отношения. Йодният хлорид и йодният бромид могат да се получат чрез реакция на йод с хлор или бром при стайна температура и последващо пречистване чрез фракционна дестилация и кристализация. И двете съединения са доста реактивни и атакуват платината и златото, но не взаимодействат с бор, въглерод, кадмий, олово, цирконий, ниобий, молибден и волфрам. Взаимодействието им с органичните съединения зависи от условията. Йодният хлорид, под формата на газ, има склонност да хлорира фенол и салицилова киселина, тъй като йодният хлорид претърпява хомолитична дисоциация до хлор и йод, като първият е по-реактивен. Йодният хлорид в разтвор на тетрахлорметан води до йодиране като основна реакция, тъй като се наблюдава хетеролитно делене на I–Cl връзка и I+ атакува фенола като електрофил. Въпреки това, йодният монобромид има тенденция да бромира фенол дори в разтвор на тетрахлорметан, поради тенденция да се разпада до основните си елементи, а бромът е по-реактивен от йода. Когато са течности, йодният хлорид и йодният бромид се разпадат на I2X+ и IX–
2 аниони (X = CI, Br), като под формата на тези си йони, те са добри проводници на електричество и могат да бъдат използвани като поляризиращи разтворители.
Йодният трифлуорид (IF3) е нестабилно, жълто, твърдо вещество, което се разлага над -28 °C. Трудно е да се получи. За да може флуорът да окисли йода до пентафлуорид, е необходима реакция при ниска температура с ксенонов дифлуорид (XeF2). Йодният трихлорид, който съществува в твърдо състояние, като димера I2Cl6, е ярко жълто твърдо вещество, синтезирано чрез взаимодействие на йод с течен хлор при -80 °C. При пречистването е необходима предпазливост, тъй като лесно може да се дисоциира до йоден хлорид и хлор, и следователно може да действа като силен хлориращ агент. Течният йоден трихлорид провежда електричество, което вероятно показва частичната дисоциация на ICL+
2 и ICL–
4 йони.
Йодният пентафлуорид (IF5) е безцветна, летлива течност и е най-термодинамично стабилният йоден флуорид, който може да бъде получен при реакция на йод с флуор при стайна температура. Той е флуориращ агент, но може да бъде съхраняван в стъклени апарати. Отново, в течно състояние присъства лека електрическа проводимост поради дисоциацията на IF+
4 и IF–
6 йони. Йодният хептафлуорид (IF7) е изключително силен флуориращ агент – взаимодейства с повечето елементи, дори при ниски температури, флуорира огнеупорното стъкло „Пирекс“, образувайки йоден оксофлуорид (IOF5) и води до възпламеняване и окисляване на въглеродния оксид.

### Полийодни съединения
Когато йодът бива разтварян в силни киселини, като димяща сярна киселина, се образува светлосин парамагнитен разтвор, включващ I+
2 катиони. Твърда сол на дийодния катион може да се получи чрез окисляване на йод с антимонов пентафлуорид:
{\displaystyle \mathrm {2I_{2}+5SbF_{5}\ {\xrightarrow[{^{\circ }C}]{SO_{2}}}\ 2I_{2}Sb_{2}F_{11}+SbF_{3}} }
Солта I2Sb2F11 е тъмносиня, а танталовия аналог I2Ta2F11 е син. Дължината на връзка I–I в I2 е 267 pm, a в I+
2 е 256 pm, което се дължи на липсващия електрон на антисвързващата орбитала, което от своя страна прави връзката по-силна и по-кратка. При разтваряне във флуорсулфонова киселина, тъмносиният I+
2 обратимо димеризира под -60 °C, образувайки червения диамагнитен I2+
4. Другите полийодни катиони, като I+
3 и I+
5, не са така добре познати.
Единственият и значим полийодиден анион във воден разтвор е трийодидът (I–
3). Образуването му обяснява защо разтворимостта на йода във вода може да бъде увеличена чрез добавяне на разтвор на калиев йодид:
{\displaystyle \mathrm {I_{2}+I^{-}\ \rightleftharpoons \ I_{3}^{-}\qquad \qquad K_{eq}\ =\ \thicksim 700\ (20\ ^{\circ }C)} }
Други полийодидни аниони могат да бъдат открити в разтвори, съдържащи йод и йодид – I–
5, I–
9, I2–
4 и I2–
8, чиито соли с големи и слабо поляризиращи катиони като Cs+ могат да бъдат изолирани.

### Органични йодни съединения
Органойодните съединения са фундаментални в развитието на органичния синтез – Хофманово елиминиране на амини, реакция на Уилямсън, реакция на Вюрц, и реактив на Гриняр.
Въглерод-йодната връзка е често срещана функционална група, която формира основната на органична химия. Формално, тези съединения могат да бъдат считани за органични производни на йодидния анион. Най-простите органойодни съединения, алкилйодидите, могат да бъдат синтезирани чрез реакция на алкохоли с фосфорен трийодид. Те могат да бъдат използвани в реакции на нуклеофилно заместване или за приготвяне на реактив на Гриняр. С–I връзката е най-слабата от всички въглерод-халогенни връзки поради малката разлика в електроотрицателността на въглерода (2,55) и йода (2,66). Йодидът е най-добрата напускаща група. Органойодните съединения жълтеят с течение на времето, защото се разпадат до елементарен йод. Те се използват в органичния синтез, защото С–I връзката може да бъде лесно разкъсана. Те са значително по-плътни от другите органохалогенни съединения, благодарение на високото атомно тегло на йода. Някои органични окислители, като йоданите, съдържат йод в по-висока степен на окисление от +1 – напр. 2-йодоксобензоена киселина, изолзвана за окисление на алкохоли до алдехиди, и йодбензенов дихлорид (PhICl2), използван при селективното хлориране на алкени и алкини. Едно от най-известните употреби на органойодните съединения е т.нар. йодоформен тест, при който йодоформ (CHI3) се получава при последователно йодиране на метилкетон:
Някои недостатъци при използването на органойодни съединения (в сравнение с органохлорните или органобромните съединения) са по-големият разход и по-голямата токсичност на йодните производни. Например, йодоацетамид и йодооцетна киселина денатурират протеините чрез необратимо алкилиране на цистеиновите остатъци и предотвратяват реконструкцията на дисулфидните връзки.
Халогенният обмен при производство на йодоалкани, чрез реакцията на Финкелщайн, е леко усложнен от факта, че йодидът е по-добра отцепваща се група от хлорида или бромида. Разликата, въпреки това, е достатъчно малка и реакцията може да бъде завършена чрез пренасищане на разтвора със съответната йодидна сол. При класическата реакция на Финкелщайн, алкилхлорид или алкилбромид биват превръщани до алкилйодид чрез третиране на разтвор на натриев йодид в ацетон. Натриевият йодид е разтворим в ацетон, докато натриевият хлорид и натриевият бромид не са. Реакцията се насочва в посока към продукта, следваща закона за запазване на масата поради утаяването на неразтворимата сол.

## Наличност и получаване
Йодът е най-малко разпространеният от стабилните халогени, – само 0,46 ppm в земната кора (за сравнение: флуор – 544 ppm, хлор – 126 ppm, бром – 2,5 ppm). Сред осемдесет и четирите елемента, които се срещат в природата (елементи 1 – 42, 44 – 60, 62 – 83, 90 и 92), той се нарежда на 60-о място по разпространеност. Йодните минерали са рядкосрещани. Местата, където той е достатъчно концентриран, е под формата на йодатни минерали. Такива минерали са лаутарит – Са(IO3)2 и диетцит – 7Ca(IO3)2·8CaCrO4. Това са минералите, които се срещат като следи от замърсявания в калцита, открити в Чили, чийто основен продукт е натриев нитрат. Tе съдържат 0,02 % – 1 % йод от общото им тегло. Натриевият йодат се извлича от калцита и се редуцира до йодид чрез натриев бисулфит. Този разтвор, след това, реагира с прясно извлечен йодат, водейки до синпропорциониране на йода, който впоследствие може да се отфилтрира.
Калцитът е основният източник на йод през 19 век и продължава да бъде важен и до днес, заменяйки водораслите като основен източник (не е икономически изгоден метод). В края на 20 век соленоводните извори се очертават като новия основен източник. Японското газово поле Минами Канто, на изток от Токио и американското газово поле в котловината Анадарко, в северозападната част на Оклахома са двата най-големи източника. Солените води, извиращи от изворите, са с температура от 60 °C. Те се пречистват и подкисляват с помощта на сярна киселина, след което йодидът се окислява до елементарен йод чрез хлор. Получава се разтвор на йод, но той е много разреден и се налага по-нататъшно концентриране. Вдухва се гореща водна пара в разтвора, за да се изпари йодът, който после се прекарва през абсорбираща кула. С помощта на серният диоксид, той бива редуциран до йодоводород. Йодоводородът взаимодейства с хлор, за да се утаи йод. След филтриране и пречистване, йодът се пакетира.
{\displaystyle {\ce {2HI + Cl2->I2 ^ + 2HCl}}}
{\displaystyle {\ce {I2 + 2H2O + SO2->2HI + H2SO4}}}
{\displaystyle {\ce {2HI + Cl2->I2 v + 2HCl}}}
Чили и Япония са най-големите производители на йод, в днешно време. Алтернативно, солевият разтвор може да бъде третиран със сребърен нитрат, за да се утаи йодът като сребърен йодид, който след това се разлага чрез реакция с желязо, утаявайки сребро и водейки до получаването на разтвор на железен дийодид. След това елементареният йод може да бъде получен чрез окисление с хлор.
{\displaystyle {\ce {HI + AgNO3->AgI v + HNO3}}}
{\displaystyle {\ce {2AgI + Fe->2Ag v + FeI2}}}
{\displaystyle {\ce {FeI2 + Cl2->I2 + FeCl2}}}

## Приложения
Йодът има много приложения. Около половината от всичкия произведен йод се използва в производството на органойодни съединения, останалите 15 % остават под формата на елементарен йод, 15 % се използват за производството на калиев йодид, а други 15 % за други неорганични йодни съединения. Останалите 5 % са за други по-незначителни употреби. Основните приложения на йодните съединения са като катализатори, стабилизатори, бои, оцветители, пигменти, фармацевтични и санитарни продукти и проявители във фотографията. Други приложения на йода включват – борба със смога, предизвикването на валежи, както и различни приложения в аналитичната химия.

### Аналитична химия
Калиевият тетрайодомеркурат (К2HgI4) е т.нар. Неслеров реактив. Използва се като тест за наличие на амоняк и амониеви йони. Медният тетрайодомеркурат (Cu2HgI4) се използва като утаител, при наличието на алкалоиди. Йодидният и йодатният йони се използват за количествени анализи, например в йодометрията (доказване на нишесте (целулоза) с образуване на тъмносин комплекс). Воден разтвор на алкален йодид се използва в йодоформения тест за доказване наличието на метилкетони. Йодометрията все още се използва за откриване на фалшиви банкноти, отпечатани върху хартия съдържаща нишесте (целулоза).

### Медицина
Йодът се използва като дезинфектант под формата на елементарен йод или като воден разтвор на трийодидния йон I–
3. Йод се използва при лечението на йоден дефицит. Като алтернатива, йодът може да бъде под формата на йодофори, които съдържат йод, разтворен като комплекс. Примерите за такива препарати са:
- Йодна тинктура – йод, разтворен в етанол или йод и натриев йодид в смес от етанол и вода.
- Разтвор на Люгол – йод или йодид, разтворен само във вода, образувайки предимно трийодид. За разлика от йодната тинктура, разтворът на Люгол съдържа малко разтворен елементарен йод.
- Повидон-йод – йод, разтворен в повидон (органичен разтворител).

Антимикробното действие на йода е бързо и работи дори при много ниски концентрации. Това му свойство го прави често използван дезинфектант в хирургията. Специфичният му начин на действие е неизвестен. Вероятно, той прониква в микроорганизмите и атакува определени аминокиселини (цистеин и метионин), нуклеотиди и мастни киселини, което в крайна сметка води до клетъчна смърт. Той също така има антивирусно действие, но нелипидните вируси и парвовирусите са по-малко чувствителни, за разлика от липидните вируси. Йодът вероятно атакува повърхностните протеини на вирусите и дестабилизира мембранните мастни киселини посредством окисление на ненаситените въглеродни връзки.
В медицината се използва наситен разтвор на калиев йодид за лечение на остра тиротоксикоза. Използва се и за блокиране на поглъщането на йод-131 от щитовидната жлеза, когато този изотоп се използва при радиоизотопно лечение на други органи.
Наличието на йод-131 (обикновено като йодид) е предимно вследствие на радиоактивно замърсяване. Той е особено опасен поради склонността на щитовидната жлеза да концентрира погълнатия йод и да го задържа за по-дълги периоди. По тази причина хората, изложени на риск от радиоактивен йод (йод-131) трябва да приемат таблетки калиев йодид. Типичната доза за възрастни е една таблетка от 130 μg за 24 часа, осигуряваща 100 μg йонен йод. Нормалната необходима дневна доза йод е от порядъка на 100 μg. Поглъщането на тази голяма доза нерадиоактивен йод предотвратява приема на радиоактивен йод от щитовидната жлеза.
Като елемент с висока електронна плътност и голям атомен номер, йодът абсорбира рентгенови лъчи, по-слаби от 33,3 keV поради фотоелектричния ефект на най-вътрешните електрони. Органойодните съединения се използват чрез интравенозна инжекция като рентгенови радиоконтрастни средства. Това приложение често е в съчетание с усъвършенствани рентгенови техники, като ангиография и томография. Понастоящем всички водоразтворими рентгеноконтрастни вещества зависят от йода.

### Други
Производството на етилендиамин дихидройодид, като хранителна добавка за добитъка, консумира голяма част от наличния йод. Друга значителна употреба е като катализатор за производството на оцетна киселина, чрез процесите на Монсанто и Катива. В тези технологии, които осигуряват нуждата от оцетна киселина в света, йодоводородната киселина превръща метанола в метилйодид, който се подлага на карбонилиране. Хидролизата на получения ацетилйодид регенерира йодоводородната киселина и дава оцетна киселина.
Неорганичните йодиди се използват за специални употреби. Титанът, цирконият, хафният и торият се пречистват чрез процеса на ван Аркел, който включва обратимото образуване на тетрайодиди на тези елементи. Сребърният йодид е основна съставка във фотографията. Хиляди килограми сребърен йодид се използват ежегодно за борба със смога и градушките и предизвикането на дъжд.
Органойодното съединение еритрозин е важен хранителен оцветител. Перфлуоралкилйодидите са предшественици на важни повърхностноактивни вещества, като перфлуороктансулфоновата киселина.

## Биологична роля
Йодът е основен микроелемент за живота и е един от най-тежките елементи, от които се нуждаят живите организми (лантанът и другите лантаниди, както и волфрамът, се използват от някои микроорганизми). Йодът е необходим за синтеза на хормоните на щитовидната жлеза, регулиращи растежа – тироксин и трийодтиронин (T4 и Т3 съответно). Дефицитът на йод води до намалено производство на Т3 и T4 и съпътстващо разширяване на щитовидната жлеза, в опит да бъде набавен повече йод, причинявайки болестта ендемична гуша. По-често срещащият се хормон в кръвта е тироксинът (T4), който има по-дълъг биологичен живот в сравнение с Т3. При хората, съотношението T4 към Т3 в кръвта е между 14:1 и 20:1. T4 се превръща в активен Т3 (три до четири пъти по-мощен от T4), на клетъчно ниво чрез дейодиназата (5'-йодиназа). Хормоните биват обработени допълнително чрез декарбоксилиране и дейодиране до производството на йодтиронамин (Т1а') и тиронамин (Т0а'). Всички изоформи на дейодиназите са ензими, съдържащи селен. Храната, съдържаща селен е от съществено значение за производството на Т3.
Йодът представлява 65 % от молекулното тегло на T4 и 59 % на Т3. 15 до 20 μg йод се концентрират в щитовидната жлеза и хормоните. Щитовидната жлеза не се нуждае от повече от 70 μg/ден, за да синтезира необходимите дневни количества T4 и Т3. По-високите препоръчителни дневни нива на йод са необходими за оптимална функция на редица системи на тялото – гърди, стомашна лигавица, слюнчени жлези, мозъчни клетки, хороиден плексус, тимус и артериални стени.
Естествените източници на йод са морските дарове, като риба, морски водорасли и миди, както и мляко и млечни продукти и яйца. Животните си набавят достатъчно йод от растения, отглеждани върху богата на йод почва. Йодираната сол е обогатена с йод, под формата на натриев йодид.
В области, където има дефицит на йод в храната са наблюдавани заболявания на щитовидната жлеза. Симптомите са силна умора, подута гуша, умствено забавяне, депресия, наддаване на тегло и понижени телесни температури. Дефицитът на йод е водещата причина за предотвратяване на интелектуалната нетрудоспособност, резултат, който се получава предимно, когато бебетата или малките деца развиват гуша, поради липсата на елемента. Добавянето на йод към солта, до голяма степен, елиминира този проблем в по-богатите страни, но дефицитът на йод остава сериозен проблем за общественото здраве в развиващия се свят. Дефицитът на йод е проблем и в някои райони на Европа. Обработката на информация, двигателните умения и решаването на зрителните проблеми се подобряват при прием на йод от деца с умерен йоден дефицит.

## Опасности
Елементарният йод (I2) е токсичен, ако бъде приет неразреден. Леталната доза за възрастен човек е 30 mg/kg, което е около 2,1 – 2,4 g за човек с тегло от 70 до 80 kg. Прекомерният прием на йод може да бъде по-силно цитотоксичен при дефицит на селен. Токсичността му се дължи на неговите окислителни свойства, чрез които денатурира протеините (включително ензимите). При нива от 2 ppm йодът е непосредствено опасен за живота и здравето.
Елементарният йод е дразнещ за кожата и директният контакт може да причини изгаряния. Разтвори с висока концентрация на елементарен йод, могат да причинят увреждане на тъканите, ако се използват прекомерно за почистване.
Някои хора развиват свръхчувствителност към продукти и храни, съдържащи йод. Използването на йодна тинктура или повидон-йод може да причини обриви, понякога тежки. Парентералното приложение на йодни рентгеноконтрастни вещества може да доведе до ефекти, вариращи от лек обрив до летален анафилактичен шок.